# Clastres

Clastres este o comună în departamentul Ain, Franța. În 1 ianuarie 2022 avea o populație de 590 de locuitori.